# Boris Aprilov
Atanas Vasilev Diavkov, (en búlgaro: Атанас Василев Дйавков) más conocido por su seudónimo Boris Aprilov (en búlgaro: Борис Априлов) (Malko Tarnovo, 21 de marzo de 1921-Tel Aviv, 10 de abril de 1995), fue un escritor, dramaturgo, satírico y humorista búlgaro, mejor conocido por sus novelas, obras de teatro y guiones. y literatura infantil. Publicó obras bajo los nombres de Ahasver, Aho y Afoto, junto con otros alias en la revista humorística Starshel.

## Biografía
Atanas Vasilev Diavkov, conocido como Boris Aprilov, nació el 21 de marzo de 1921, en la pequeña localidad búlgara de Malko Tarnovo. La familia de su padre Vasil vivió de la asistencia social en Kırklareli hasta la liberación de Bulgaria de la ocupación turca. Su madre, Nanka, era una huérfana analfabeta de una familia de campesinos, entregada desde muy joven a un veterano discapacitado mucho mayor en un matrimonio concertado.
La familia de Aprilov se mudó a Burgas, donde completó su educación. Desde sus primeros años escolares, publicó cuentos, ensayos satíricos, poesía y prosa en periódicos locales.
En 1945, Boris Aprilov se casó con Shela (Rachel) Abraham Cohen, nacida en Burgas (12 de junio de 1918 - 2 de septiembre de 1996, Tel Aviv). Se reunieron en la biblioteca municipal de Burgas. Vivieron juntos y tuvieron dos hijas: Dchina Vasileva, nacida en Burgas el 15 de noviembre de 1945, y Laura Vasileva, escritora nacida en Sofía (30 de mayo de 1950 - 2 de septiembre de 1991, Hayfa, Israel).
En 1947, el poeta Radoy Ralin invitó a Aprilov a trabajar como columnista de la revista satírica Sturshel , y la familia se mudó a Sofía.
En 1956, Aprilov viajó a Londres y Europa occidental con su esposa durante la Guerra Fría.
Una carta anónima identificó a Aprilov como un espía. Se decía que "Nasko" había trabajado como espía británico desde muy joven, que cantaba en voz alta éxitos famosos de películas inglesas y estadounidenses y que prefirió viajar a Londres en lugar de Moscú. Aprilov fue advertido por el principal editor de la revista y decidió dimitir antes de ser despedido. Como resultado, las autoridades lo pusieron en la lista negra y, al no encontrar empleo como periodista o editor, vivió exclusivamente de su trabajo literario.
De 1959 a 1963, Aprilov trabajó como dramaturgo principal y editor de guiones en los circos estatales búlgaros.
Aprilov ganó muchos premios por sus escritos, incluido el Premio Literario del Ministerio de Economía Nacional y el Premio Más Grande del Delfín Dorado.
Aprilov dejó Bulgaria y pasó los últimos tres años de su vida en Tel Aviv, Israel, con su familia. En 1991, su hija menor murió después de una batalla contra una enfermedad pulmonar. Poco después, Aprilov también enfermó; Murió el 4 de octubre de 1995 en un hospital de Tel Aviv. Su esposa también murió unos meses después en Tel Aviv.

## Obras

### SerieLisko
Aprilov escribió una serie de libros para niños y adultos sobre un zorro aventurero llamado Lisko. Lisko viaja de un lugar a otro, conoce personajes del folclore y criaturas nuevas y extrañas, y ayuda a las personas en el camino.
En 2019, 2020 y 2021, algunos de los libros de Lisko fueron reeditados con arte nuevo de Mira Miroslavova y Petya Dimitrova-Leupep.
- The Adventures of Lisko in the Forest (en búlgaro: Приключенията на Лиско в гората, 1957);
- The Adventures of Lisko at Sea (en búlgaro: Приключенията на Лиско по море, 1968)
- The New Adventures of Lisko (en búlgaro: Новите приключения на Лиско, 1971) contiene las novelas:
  - Do not Touch the Suitcase (en búlgaro: Не пипай куфара)
  - Chimmy (en búlgaro: Чими)
  - The Watch (en búlgaro: Часовникът)
  - The Little Red Riding Hood (en búlgaro: Червената шапчица)
  - The Pit (en búlgaro: Дупката)
  - The Python (en búlgaro: Питонът)
- The Adventures of Lisko in the Land of the Square Beings (en búlgaro: Приключенията на Лиско в страната на квадратните същества, 1975)
- The Newest Adventures of Lisko (en búlgaro: Най-новите приключения на Лиско, 1975) contiene las novelas:
  - The Ghost (en búlgaro: Привидението);
  - The GrandPrise" (en búlgaro: Голямата награда);
- Ten Adventures of Lisko (en búlgaro: Десет приключения на Лиско, 1987) contiene las ocho novelas anteriores y:
  - The Wall (en búlgaro: Стената)
  - The Blue Flamingo (en búlgaro: Синьото фламинго)

### Otros libros infantiles
- A Ball in the Sea (en búlgaro: Топка в морето) Cuento de hadas. 1965
- Poncho the Foal (en búlgaro: Кончето Пончо) Cuento de hadas. 1967
- The Parrot and The Butterfly (en búlgaro: Папагалчето и пеперудката) Cuento de hadas. 1968
- One Small White Cloud (en búlgaro: Едно малко бяло облаче) Cuento de hadas. 1970
- The Six Little Penguins (en búlgaro: Шестте пингвинчета). Cuento de hadas. 1978

### Obras de teatro
Aprilov escribió numerosos dramas y obras de títeres tanto para niños como para adultos.
The Egg
Una obra de marionetas para niños sobre un huevo que no quiere salir del cascarón "debido a su naturaleza inusual", pero que el amor de su madre lo convence de hacerlo. Se representó en el Teatro Estatal de Marionetas de Plovdiv, Bulgaria, donde recibió una medalla de oro de los premios Golden Dolphin.
The Six Little Penguins
Una obra de marionetas para niños que se representó en el Teatro de Marionetas de Czwerc en Białystok, Polonia, donde recibió el mayor premio del Delfín de Oro.
Chimi
La obra se ha representado en varios países, incluido el Reino Unido.